# NGC 4633
NGC 4633 este o galaxie spirală situată în constelația Părul Berenicei. A fost descoperită în 27 aprilie 1887 de către Edward D. Swift⁠(d). Se află la o distanță de 22 de megaparseci de Pământ.